# Sound City Studios
Sound City Studios – kompleks dwóch budynków w dzielnicy Los Angeles (Kalifornia) Van Nuys, w którym mieściła się wytwórnia muzyczna o tej samej nazwie. 

## Historia
Przed powstaniem studia, kompleks należał do brytyjskiej firmy Vox, produkującej sprzęt muzyczny. Natomiast samo studio Sound City powstało w 1970 roku. Pierwszym, pełnym albumem nagranym w studio był After the Gold Rush Neila Younga. Do momentu zamknięcia ośrodka, swoje płyty nagrały w nim tacy artyści jak: Tom Petty, REO Speedwagon, Rage Against the Machine, Red Hot Chili Peppers, Fleetwood Mac, Johnny Cash, Nirvana czy Metallica. Ostatnim zespołem, jaki dokonał nagrań w Sound City Studios był Everclear. Studio zostało zamknięte w 2011 roku, a korzystanie z niego zostało zarezerwowane tylko dla najemców.
Wnętrze głównego studio nigdy nie zostało pomalowane, nigdy nie zmieniano też płytek z linoleum. Obawiano się, że zmiany mogą wpłynąć na „jakość dźwięku”.

## Film
W styczniu 2013 roku premierę miał film opowiadający o tej wytwórni, zatytułowany Sound City w reżyserii Dave'a Grohla – perkusisty grupy Nirvana.